# 장흥면
장흥면(長興面)은 대한민국 경기도 양주시의 최남단에 있는 면이다. 이 지역은 서울특별시와 경계를 접하고 있다. 아울러 현재의 양주시에 속하는 면 지역은 물론, 대한민국의 모든 면 중에서 이 지역이 1466년에 신설된 이후 한 번도 이름이 바뀌지 않았던 전통성이 있는 행정구역 중 하나이다.

## 역사
- 1466년: 경기도 양주목 장흥면. 세조 12년인 1466년에 양주목이 설치가 되면서 이와 동시에 양주의 모든 면 이름이 이 해에 지정이 됐을 때부터 장흥면이라는 이름이 등장하는데 이 지명의 이름이 현재까지 이르게 된다.
- 1895년 음력 윤5월 1일 한성부 양주군[1] 장흥면
- 1896년 8월 4일 경기도 양주군[2] 장흥면
- 1914년 4월 1일 고양군 신혈면 선유동 일부를 편입하였다.[3] 면사무소는 교현리에 두었다. (7리)
- 1937년 7월 30일 면사무소를 일영리(현 위치)로 옮겼다.
- 2003년 10월 19일 경기도 양주시 장흥면[4]

## 행정 구역

### 법정리
- 교현리(橋峴里)
- 울대리(鬱垈里)
- 부곡리(釜谷里)
- 석현리(石峴里)
- 일영리(日迎里)
- 삼상리(三上里)
- 삼하리(三下里)

### 행정리
교현리, 울대1~2리, 부곡1~5리, 석현리, 일영1~4리, 삼상1~2리, 삼하리

## 국가유산

### 사적
- 온릉 - 일영리 소재, 사적 제210호

### 경기도 기념물
- 권율장군묘 - 석현리 소재, 경기도 기념물 제2호
- 노고산독재동추사필적암각문 - 삼하리 소재, 경기도 기념물 제97호

## 교통
철도
교외선 장흥역, 일영역, 송추역에 1일 8회 무궁화호가 정차한다. 온릉역은 2004년 4월 1일 여객열차 운행이 중단되었다.
버스
시내버스는 경기도 양주, 고양, 의정부 노선이 운행되고 있다.
서울특별시 시내버스는 신성교통 계열의 제일여객이 부곡리에 영업소를 두고 704번 등을 운행했으나, 신성교통의 경영난으로 2024년 7월에 제일여객이 한남여객운수 계열로 넘어가면서 부곡리영업소를 폐지했다. 2024년 8월 30일부터 704번은 서울역에서 구파발로 올라올 때만 부곡리에 들어오는 것으로 변경됐고, 2025년부터 부곡리 구간을 북한산성으로 단축하여 서울 시내버스는 더 이상 장흥면으로 들어오지 않는다. 704번의 대체 노선으로는 양주시에서 양주37번이라는 노선을 신설하고, 부곡리에서 구파발역까지 운행한다.

## 교육
- 송추초등학교 (교현리)
- 삼상초등학교 (삼상리)

## 아파트
| 단지명                             | 건설사                  | 시행사     | 주소                      | 입주        | 비고 |
| ---------------------------------- | ----------------------- | ---------- | ------------------------- | ----------- | ---- |
| 송추마을 우남                      | 우남건설㈜              | 우남건설㈜ | 가마골로 40-8 (부곡리)    | 2001년 9월  |      |
| 송추 푸른마을                      | 푸른건설㈜              | 푸른건설㈜ | 가마골로 9 (부곡리)       | 1999년 9월  |      |
| 송추 푸른옥마을                    | 푸른건설㈜              | 푸른건설㈜ | 권율로 51 (일영리)        | 2001년 12월 |      |
| 송추역 북한산 경남아너스빌         | 티케이케미칼㈜ 건설부문 | 경남기업   | 호국로597번길 15 (부곡리) | 2022년 10월 |      |
| 장흥역 경남아너스빌 북한산뷰 4블럭 | 경남기업                | 경남기업   | 권율로49번길 140 (일영리) | 2025년 3월  |      |
| 장흥역 경남아너스빌 북한산뷰 5블럭 | 경남기업                | 경남기업   | 권율로49번길 139 (일영리) |             |      |